# بلودشوت (فلم)
بلودشوت (بالإنجليزية: Bloodshot) هو فيلم أمريكي تم إصداره عام 2020 . من إخراج ديف ويلسون (في أول ظهور له في إخراج) و تاليف لجيف وادلو ، إيريك هايزيرر و البطولة فين ديزل ، إيزا غونزاليز.

## ملخص قصة
بعد قيادة عملية إنقاذ ناجحة في مومباسا ، يسافر راي جاريسون و زوجته جينا لقضاء عطلة، بعد ذلك تم اختطافهم من قبل مجموعة مرتزقة بقيادة مارتن اكس ، الذين يطالبون بمعرفة مصدر عملية الرهائن في مومباسا. بما أن راي ليس مطلعاً على هذه المعلومات فقام مارتن اكس بقتله. يبعث راي جاريسون بأعجوبة من الموت من خلال إحدى تقنيات النانو تكنولوجي، لكنه يعاني في المقابل من فقدان تام للذاكرة، ويحاول راي التواصل من جديد مع شخصيته الحقيقية التي كان عليها في الماضي بينما يكتشف أنه قد بات في حد ذاته بمثابة سلاح فتاك.

## إنتاج
بدأ فكرة إنتاج الفيلم في عام 2012. و في مارس 2018 تم تعيين فين ديزل لتصوير دور البطولة ، وانضم بقية الممثلين على مدار الأشهر التالية. بدأ التصوير في جنوب أفريقيا في أغسطس 2018 ، واستمر حتى أكتوبر. و تلقى الفيلم مراجعات متباينة بشكل عام من النقاد مع المديح لأداء ممثل فين ديزل وحقق 29 مليون دولار في جميع أنحاء العالم. جعلت شركة سوني الفيلم متاحًا رقميًا عند الطلب بعد أقل من أسبوعين من عرضه بطريقة مسرحية.

## روابط خارجية
مقالات تستعمل روابط فنية بلا صلة مع ويكي بيانات